# 西沃倫 (麻薩諸塞州)
西沃倫（英語：West Warren）是位於美國麻薩諸塞州烏斯特縣的一個普查規定居民點。

## 人口
根據2020年美國人口普查的數據，西沃倫的面積為3.30平方千米，當中陸地面積為3.28平方千米，而水域面積為0.02平方千米。當地共有人口721人，而人口密度為每平方千米218.48人。